# بيت البوص الزكرية (الحيمة الداخلية)

تعديل مصدري - تعديل

بيت البوص الزكرية هي إحدى قرى عزلة بني الحذيفي بمديرية الحيمة الداخلية التابعة لمحافظة صنعاء، بلغ تعداد سكانها 183 نسمة حسب تعداد اليمن لعام 2004.